# Universidad Politécnica Estatal del Carchi
La Universidad Politécnica Estatal del Carchi es una institución de educación superior pública y acreditada, que satisface las demandas sociales a través de la formación de grado y posgrado, la investigación, la vinculación con la sociedad y la gestión, generando conocimientos que contribuyen al desarrollo económico, social, científico-tecnológico, cultural y ambiental de la región.

## Historia
El rector de la universidad en aquella época, Hugo Ruiz Enríquez, en su calidad de Diputado de la República, representando a la provincia del Carchi, presentó ante el Congreso Nacional del periodo 1994 – 1996 el Proyecto de Creación de la Universidad Tecnológica de la Integración (UTI). Después de muchas gestiones y largos debates en el pleno del Congreso, se logró su aprobación; pero lamentablemente el gobierno del Arq. Sixto Durán Ballén lo vetó por cuestiones políticas.
El 29 de mayo de 2003, presentó ante el Congreso Nacional el Proyecto de “Ley de Creación de la Universidad Politécnica Estatal del Carchi”.
El Comité Pro-Creación de la Universidad, la UNE del Carchi y el CONESUP realizaron muchas gestiones y encuentros de trabajo, para cumplir con una serie de requisitos que contemplaba la nueva Ley de Educación Superior en vigencia desde el año 2000. Después de cumplir con esos requisitos, que eran obligatorios y vinculantes, se logró que el 20 de diciembre de 2005 el CONESUP emitiera el informe favorable para la Creación de la Universidad. Luego, el 31 de enero de 2006, la Comisión Especializada Permanente de Educación, Cultura y Deportes del Congreso Nacional, presidida por la Dra. Guadalupe Larriva (†), emite informe favorable para el Primer Debate del Proyecto de Ley de Creación de la Universidad Politécnica Estatal del Carchi, que es conocido y aprobado por el Congreso Nacional en Sesión Ordinaria correspondiente al 2 de febrero de 2006.
El 15 de marzo del mismo año, el Pleno del Congreso Nacional, presidido por el ilustre carchense Dr. Wilfrido Lucero, aprobó en segundo y definitivo debate la Creación de la Universidad Politécnica Estatal del Carchi. Así, por fin, el 29 de marzo de 2006, el Presidente de la República, Dr. Alfredo Palacio, dispuso la Promulgación de esta Ley, publicada con el No. 2006 – 36 en el Segundo Suplemento del Registro Oficial No. 244 del 5 de abril de 2006.

## Campus

Campus de la UPEC

La UPEC cuenta con uno de los más grandes campus entre las universidades ecuatorianas: la sede principal tiene 5 hectáreas, además de poseer 85 hectáreas en el área rural, donde los estudiantes realizan prácticas in situ. El campus de la sede principal se encuentra en la ciudad de Tulcán, donde se realizan las actividades tanto de estudiantes como de administrativos. 
El campus está ubicado al suroccidente de la ciudad de Tulcán, entre las avenidas Universitaria y Antisana. El ingreso principal a la universidad cuenta con un boulevard construido con el propósito de integrar la universidad y el Instituto Tecnológico Vicente Fierro con el Parque del Civismo.

### Centro de Deportivo, Recreativo y Cultural de la UPEC
Desde el año 2023, el campus también cuenta con un espacio de vanguardia destinado a promover el bienestar, la actividad física y el enriquecimiento cultural.
El centro ofrece una variedad de instalaciones de vanguardia, incluyendo un salón de usos múltiples, área administrativa, camerinos, baterías sanitarias y un amplio parqueadero. Estas infraestructuras fueron diseñadas para satisfacer las necesidades de los estudiantes, el personal y la comunidad en general.

## Facultades
La Universidad Politécnica Estatal del Carchi (UPEC) es una destacada institución de educación superior, la cual se distingue por su compromiso con la excelencia académica y la formación integral de sus estudiantes.
La UPEC se organiza en tres facultades, cada una de las cuales ofrece una amplia variedad de carreras en especialización de licenciatura e ingeniería, para satisfacer las diversas necesidades académicas y profesionales de sus estudiantes. Estas facultades son:

### Facultad de Ciencias de la Salud y Ciencias de la Educación
Esta facultad se destaca por su compromiso con la formación de profesionales altamente calificados en dos campos esenciales para el bienestar y el progreso de la sociedad: las ciencias de la salud y las ciencias de la educación.
En esta facultad, los estudiantes tienen la oportunidad de explorar y desarrollar su vocación en áreas relacionadas con la salud y la educación, brindándoles una formación integral y sólida. La Facultad de Ciencias de la Salud y Ciencias de la Educación ofrece una amplia gama de carreras académicas, diseñadas para preparar a los futuros profesionales en estas áreas para abordar los desafíos y demandas cambiantes de la sociedad moderna.
Dentro de dicha Facultad, encontramos carreras como:
| Carrera                                              | Título       | Nivel Académico | Modalidad      | Duración    |
| ---------------------------------------------------- | ------------ | --------------- | -------------- | ----------- |
| Carrera de Enfermería                                | Licenciado/a | Grado           | Presencial     | 9 semestres |
| Carrera de Laboratorio Clínico                       | Licenciado/a | Grado           | Presencial     | 8 semestres |
| Carrera de Educación Inicial                         | Licenciado/a | Grado           | Semipresencial | 8 semestres |
| Carrera de Educación Básica                          | Licenciado/a | Grado           | Semipresencial | 8 semestres |
| Carrera de Ciencias de la Actividad Física y Deporte | Licenciado/a | Grado           | Presencial     | 8 semestres |

### Facultad de Industrias Agropecuarias y Ciencias Ambientales
En esta facultad, los estudiantes tienen la oportunidad de explorar y profundizar sus conocimientos en disciplinas relacionadas con la producción agrícola y ganadera, así como en la comprensión y gestión de los recursos naturales y la conservación del medio ambiente. La Facultad de Industrias Agropecuarias y Ciencias Ambientales ofrece una amplia gama de programas académicos diseñados para formar profesionales capaces de enfrentar los desafíos ambientales y agrícolas del siglo XXI.
La Facultad de Industrias Agropecuarias y Ciencias Ambientales de la UPEC se enorgullece de su compromiso con la investigación aplicada, la innovación tecnológica y la formación de profesionales que contribuyan al desarrollo sostenible de la región y el país.
Dentro de esta Facultad, se encuentran carreras como:
| Carrera                 | Título      | Nivel Académico | Modalidad  | Duración    |
| ----------------------- | ----------- | --------------- | ---------- | ----------- |
| Carrera de Agropecuaria | Ingeniero/a | Grado           | Presencial | 9 semestres |
| Carrera de Alimentos    | Ingeniero/a | Grado           | Presencial | 9 semestres |
| Carrera de Computación  | Ingeniero/a | Grado           | Presencial | 9 semestres |
| Carrera de Turismo      | Ingeniero/a | Grado           | Presencial | 8 semestres |

### Facultad de Comercio Internacional, Integración, Administración y Economía Empresarial
Esta facultad se destaca por su enfoque en áreas cruciales para el desarrollo económico y la inserción en el mercado global, incluyendo el comercio internacional, la integración económica, la administración y la economía empresarial.
Los estudiantes tienen la oportunidad de sumergirse en disciplinas relacionadas con el comercio internacional, las estrategias de negocios globales, la administración de empresas y la economía empresarial. La Facultad de Comercio Internacional, Integración, Administración y Economía Empresarial ofrece una amplia gama de programas académicos diseñados para formar profesionales capaces de enfrentar los desafíos y las oportunidades en un mundo cada vez más interconectado.
Aquí podemos encontrar carreras como:
| Carrera                               | Título       | Nivel Académico | Modalidad  | Duración    |
| ------------------------------------- | ------------ | --------------- | ---------- | ----------- |
| Carrera de Administración de Empresas | Licenciado/a | Grado           | Presencial | 8 semestres |
| Carrera de Administración Pública     | Licenciado/a | Grado           | Presencial | 8 semestres |
| Carrera de Comercio Exterior          | Licenciado/a | Grado           | Presencial | 8 semestres |
| Carrera de Logística y Transporte     | Licenciado/a | Grado           | Presencial | 8 semestres |
| Carrera de Contabilidad y Auditoría   | Licenciado/a | Grado           | En Línea   | 8 semestres |

## Autoridades de la Universidad Politécnica Estatal del Carchi[2]
| N.º | Cargo                                                | Nombre                               |
| --- | ---------------------------------------------------- | ------------------------------------ |
| 1   | Rector/a                                             | Ph.D. Jorge Iván Mina Ortega         |
| 2   | Vicerrector/a                                        | Ph.D. Olga Teresa Sanchez Manosalvas |
| 3   | Decano/a FIACA                                       | MSc. Freddy Torres                   |
| 4   | Decano/a FCIIAEE                                     | MSc. Beatriz Realpe                  |
| 5   | Carrera de Enfermería                                | MSc. Mayra Capi                      |
| 6   | Carrera de Laboratorio Clínico                       | MSc. César Enríquez                  |
| 7   | Carrera de Educación Inicial                         | MSc. Cecilia Acelga                  |
| 8   | Carrera de Educación Básica                          | MSc. Jairo Chávez                    |
| 9   | Carrera de Ciencias de la Actividad Física y Deporte | MSc. Fernando Enríquez               |
| 10  | Carrera de Agropecuaria                              | PhD. Hernán Benavides                |
| 11  | Carrera de Alimentos                                 | PhD. Francisco Domínguez             |
| 12  | Carrera de Computación                               | MSc. Carlos Guano                    |
| 13  | Carrera de Turismo                                   | MSc. Dennys Bolaños                  |
| 14  | Carrera de Administración de Empresas                | MSc. Freddy Quinde                   |
| 15  | Carrera de Administración de Pública                 | MSc. Sofía Zapata                    |
| 16  | Carrera de Comercio Exterior                         | MSc. Gerardo Mera                    |
| 17  | Carrera de Logística y Transporte                    | MSc. Javier Pozo                     |
| 18  | Carrera de Contabilidad y Auditoría                  | MSc. Jorge Miranda                   |

## Servicios Institucionales

### Radio MIDALAE
La universidad cuenta con una radio digial denominada Radio Upec Mindalae. Es el primer canal digital universitario de la frontera ecuatoriana-colombiana.

Sitio Web Online

### Bienestar Universitario[3]
Uno de los servicios de la institución es fomentar el bienestar de la comunidad universitaria a través del fortalecimiento de la salud física y emocional; implementando la cultura del respeto a la libertad, a los valores personales e institucionales y sobre todo al desarrollo personal. 
En el edificio Administrativo, existe un espacio con personas interesadas en mejorar las condiciones de vida por medio de diversos programas a nivel individual y colectivo.

## Símbolos de la Universidad Politécnica Estatal del Carchi[4]

### Escudo
En el escudo que adoptó la Universidad Politécnica Estatal del Carchi, se destacan inconfundiblemente cuatro elementos que lo identifican y diferencian en el contexto de las instituciones de primer nivel cultural de país.

### Lema
Educamos para transformar el mundo.

### Bandera
La bandera es un símbolo de suma importancia para identificar a un cierto grupo de personas, que integran una patria, una nación, una institución, un gremio u otro tipo de organizaciones que pueden ser políticas, ideológicas, filosóficas, deportivas, etc.